# Minka Nijhuis
Minka Nijhuis (Rijssen, 1958) is een Nederlands journalist en schrijver.
Ze studeerde onder andere psychologie en communicatiewetenschappen aan de Universiteit van Amsterdam. Tijdens haar studie schreef ze een paper over de Rode Khmer en als stewardess voor de KLM kon ze na haar studie naar Cambodja, waar ze in 1989 ooggetuige was van de terugtrekking van het Vietnamese leger. Zo kwam ze in contact met journalisten en ze besloot ook journalist te worden. Ze specialiseerde zich in slow journalism, een onderzoekende en verhalende vorm van journalistiek waarbij onderwerpen jarenlang gevolgd worden.
Als freelance journalist werkt Nijhuis voor Trouw, Vrij Nederland, De Groene Amsterdammer, NRC Handelsblad, Radio 1 Journaal, het NOS Journaal en VPRO-radio. Ze deed verslag van conflicten in Cambodja, Birma, Kosovo, Oost-Timor, Irak, Afghanistan en Syrië. Ook schreef ze diverse boeken over haar reizen. 

## Erkenning
- 2001 - Tweede plaats in de Prijs voor de Dagbladjournalistiek, voor haar reportages uit Oost-Timor.
- 2002 - Prix des Ambassadeurs, voor De erfenis van Matebian.
- 2006 - Nominatie voor de M.J. Brusseprijs voor Het huis van Khala
- 2009 - Journalist voor de Vrede, voor haar journalistieke oeuvre, omdat zij de menselijke situaties in oorlogsgebieden helder maakt.
- 2010 - Bob den Uyl-prijs voor Birma: land van geheimen
- 2012 - Nominatie voor de Dick Scherpenzeel Prijs voor haar artikel Een voorzichtige vrijheid over Myanmar, in Vrij Nederland
- 2017 - Prijs van het Vrije Woord omdat ze al meer dan 25 jaar schrijft over conflictgebieden en in haar werk  vooral laat zien hoe burgers overleven in oorlogen en dictaturen.